# Wisłoccy herbu Sas

Herb Sas

Wisłoccy – polska rodzina szlachecka pieczętująca się herbem Sas.
Pochodziła z ziemi przemyskiej, pisali się z Kulczyc, byli więc tego samego pochodzenia co Kulczyccy herbu Sas.
W XVIII i XIX w. rodzina Wisłockich osiągnęła znaczącą pozycję materialną. Na wschodnich kresach Rzeczypospolitej byli właścicielami m.in. takich majątków jak: Ustrzyca z przyległościami, Dembowice, Wisłowice, Antoniówka w cyrkule zamojskim oraz Hubińszczyzna, Dobrzany i Putiatycze w cyrkule przemyskim, Łosiejówka w pow. berdyczowskim, Żywotów Nowy w pow. taraszczańskim, Krasnosiółka, Litki, Łuka, Janówka, Michałpol (Michal) i Nowosiółka (klucz Nowosielecki) w pow. latyczowskim, Łuka Barska w pow. lityńskim, Jałtuszków i Jałtuszkowa Słoboda w pow. mohylewskim oraz Daniuki, Kopaczówka i Łapkowce w pow. płoskim.

## Przedstawiciele rodu
Aleksander Wisłocki (1820-1898) – prawnik, radny i burmistrz Tarnowa
Antoni Wisłocki (1770-1823) – ziemianin galicyjski, dziedzic Frampola
Jan Ferdynand Wisłocki (1660-1698) – miecznik żydaczowski
Jan Teodor Wisłocki (1740-1800) – miecznik żydaczowski, szambelan królewski, członek Stanów Galicyjskich
Jan Wisłocki (1735-1775) – chorąży bydgoski
Juliusz Sas-Wisłocki (1909-1973)  –  doktor prawa, adwokat,  ideolog ONR
Kilian Wisłocki (1715-1698) – łowczy buski, stolnik trembowelski, kasztelan słoński
Stanisław Wisłocki (1670-1740) – miecznik żydaczowski, kasztelan słoński
Tomasz Wisłocki (1720-1754) – miecznik żydaczowski
Władysław Ignacy Wisłocki (1841-1900) – archiwista, bibliotekarz, bibliograf, historyk literatury, kustosz Biblioteki Jagiellońskiej, profesor Uniwersytetu Jagiellońskiego, członek Akademii Umiejętności
Władysław Tadeusz Wisłocki (1887-1941) –  slawista, bibliotekarz, bibliograf, kustosz i dyrektor Zakładu Narodowego im. Ossolińskich